# كفر رام
كفر رام بلدة سورية تتبع محافظة حمص. تبعد عن مدينة حمص بحدود 40 كم إلى الشمال الغربي وتمتاز بطبيعتها الساحرة ومناظرها الخلابة ترتفع 1.000 متر عن سطح البحر وتحيط بها الجبال من كل جانب والغابات والطبيعة الأخاذة الرائعة. وتعتبر من قرى وادي النصارى في ريف حمص الغربي.

## التاريخ
كفر رام بلدة تاريخية تعود للفترة الآرامية السورية القديمة، والاسم هو سرياني الأصل وهناك العديد من الآثار التاريخية، مثل الكنيسة القديمة ومزار أثري وآثار متفرقة، تم بناء دير حديث في الموقع وهو دير التجلي الذي يأمه الناس من كافة الأرجاء، ويقام على قمة الجبل بالدير بتاريخ 5 آب من كل عام كرنفال واحتفال ديني كبير.

## كفر رام الحديثة
تتربع كفر رام على جبل ظهر القصير التي تكسو مدرجاته مئات آلاف أشجار الفاكهة المختلفة، وتحيط بالبلدة الغابات وتتدفق الينابيع الطبيعية هنا وهناك في أحضان الطبيعة. أهم المنتجات الزراعية التفاح حيث يعتبر تفاح كفر رام ذو جودة ونوعية عالية جدًا، وينتج منه سنويا كميات كبيرة، ومن ضمن المنتجات السورية التي تصدر إلى الخارج، وكذلك تزرع أشجار الفاكهة مثل المشمش، والخوخ، والدراق، والكرز، والأجاص، والعنب، والكيوي، إضافة للوز والكستناء والعديد من الخضروات.
كفر رام الحديثة بلدة رائعة الجمال ببيوتها وقصورها ومبانيها الجميلة، وتنتشر فيها الخدمات التجارية والصحية والعلمية والجمعيات والخدمات المختلفة، والمحلات التجارية والاستراحات. وتقوم بها الصناعات المختلفة أهمها صناعة المشروبات الروحية بمختلف أنواعها، ووحدات تخزين الفاكهة التي تزيد عن 60 وحدة تبريد.